# Wölfis
Wölfis is een plaats en voormalige gemeente in de Duitse deelstaat Thüringen, en maakt deel uit van de Landkreis Gotha.
Wölfis telt  inwoners.
Wölfis werd op 1 januari 2019 opgenomen in de gemeente Ohrdruf.